# Igreja de São Nicolau (Bilbau)
A Igreja de São Nicolau (em castelhano: Iglesia de San Nicolás) é um templo católico em estilo barroco inaugurado em 1756 localizado na cidade de Bilbau (Biscaia, País Basco, Espanha).
Situa-se no Casco Viejo (zona histórica) da cidade, concretamente na Praça de São Nicolau, junto ao Parque del Arenal, e à margem direita da Ria de Bilbau. A sua fachada enfrenta com o Teatro Arriaga, situado  junto à Ponte del Arenal, na extremidade sudoeste da praça.

## Descrição
É uma igreja em estilo barroco com planta de cruz grega num quadrado e coberta por uma cúpula. Os ângulos mortos que ficam nos cantos são as capelas e a sacristia. A cúpula que cobre o templo tem  forma de prisma, embora fique dissimulada pelo "gablete-campanário" situada a meio da fachada principal. Esta é composta pela entrada principal e por duas torres encostadas a ambos os lados, num esquema que lembra o da Catedral Metropolitana da Cidade do México.
No interior, de forma octogonal, existem cinco retábulos em estilo rococó, da autoria de Juan Pascual de Mena.

## Culto
A igreja de São Nicolau é um templo religioso sob o orago de São Nicolau de Bari e sede da paróquia de São Nicolau.